# Вжосув (Люблінське воєводство)
Вжосув (пол. Wrzosów) — село в Польщі, у гміні Борки Радинського повіту Люблінського воєводства.
Населення — 376 осіб (2011).

## Демографія
Демографічна структура станом на 31 березня 2011 року:
|          | Загалом | Допрацездатний вік | Працездатний вік | Постпрацездатний вік |
| -------- | ------- | ------------------ | ---------------- | -------------------- |
| Чоловіки | 191     | 32                 | 145              | 14                   |
| Жінки    | 185     | 31                 | 119              | 35                   |
| Разом    | 376     | 63                 | 264              | 49                   |